# جون مارفن (متسابق يخت)
جون مارفن (بالإنجليزية: John Marvin)‏ هو متسابق يخت أمريكي، ولد في 17 أكتوبر 1927 في كامبريدج في الولايات المتحدة، وتوفي في 22 يونيو 1980 في سيفورد في الولايات المتحدة.

## وصلات خارجية
- جون مارفن على موقع أوليمبيديا (الإنجليزية)